# ماواهی
ماواهی (به عربی: ماواهی) یک منطقهٔ مسکونی در لیبی است که در استان واحات واقع شده‌است.